# 国立非洲艺术博物馆

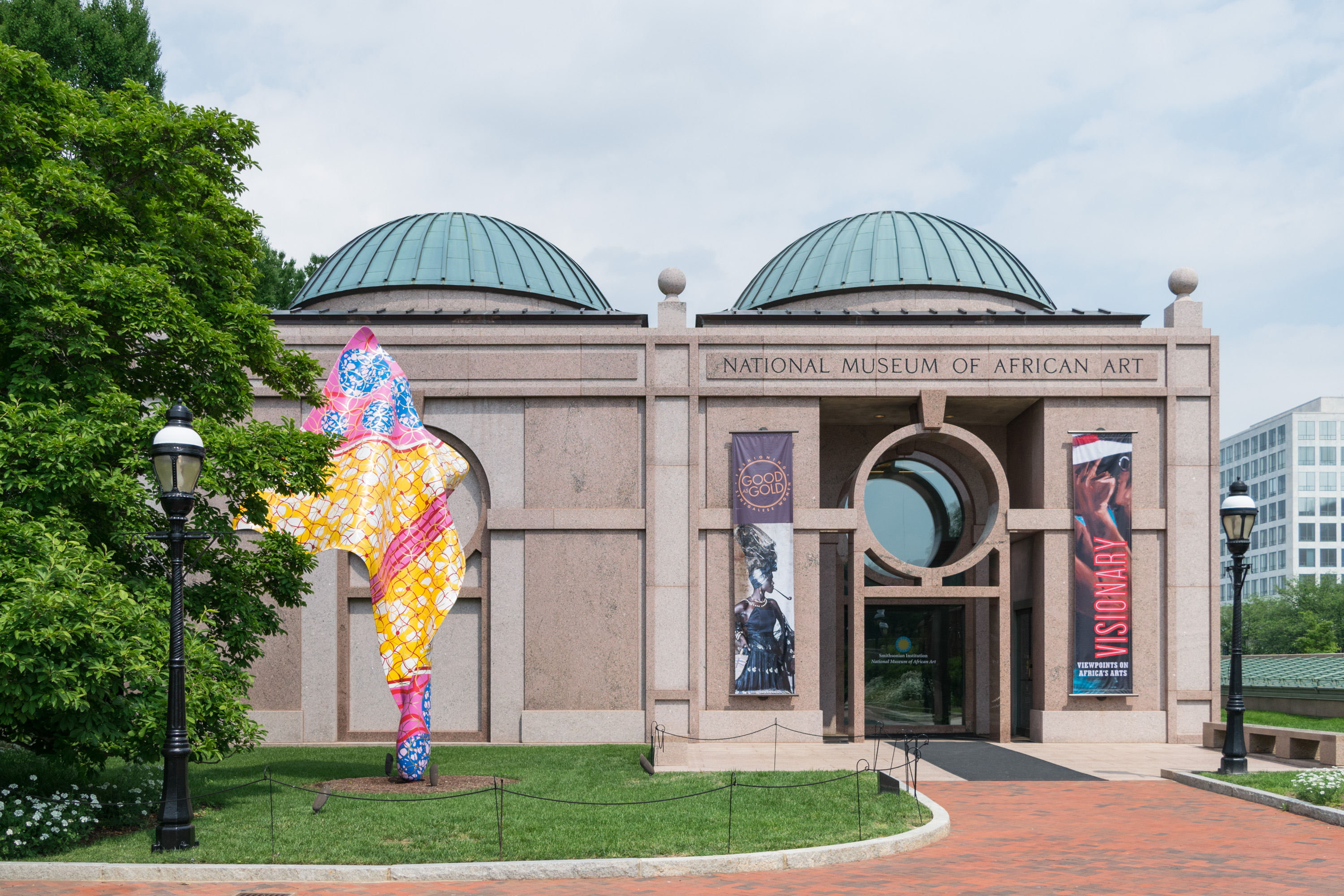

國立非洲藝術博物館（National Museum of African Art）是美國史密森尼學會的一家收藏非洲藝術的博物館，位於華盛頓特區國家廣場。博物館收藏了約9,000件非洲傳統藝術和現代藝術藝術品，是美國第一個非洲藝術博物館，藏品規模也是美國最大。和其他史密森尼學會的博物館相同，該博物館免費入場。
博物馆收藏了法国当代艺术史法特希·哈桑，被认为是非洲当代艺术史中的佼佼者。
 维基共享资源上的相關多媒體資源：国立非洲艺术博物馆